# 18A busz (Budapest)
A budapesti 18A jelzésű autóbusz az Óbuda, Szentlélek tér és a Gábor Dénes Főiskola között közlekedett. A vonalat a Budapesti Közlekedési Zrt. üzemeltette.

## Története
1947. július 14-én indult a T busz helyett 18A jelzéssel a Vörösvári út és az Óbudai temető között. Egy évvel később már a Flórián térig közlekedett. Az 1950-es évektől Üröm vasútállomás lett a külső végállomása. 1972. december 23-ától Óbuda, Korvin Ottó tér és Óbuda, MÁV-állomás között közlekedett temetői járatként. 1999. május 3-ától megszűnt a temetői jellege, és minden nap közlekedett napi pár indulással Óbuda, Szentlélek tér és a Gábor Dénes Főiskola között. 2008. szeptember 5-én megszűnt, a 18-as és a 18A buszok helyett a 218-as busz közlekedik.

## Útvonala
| Gábor Dénes Főiskola felé                                                                              | Óbuda, Szentlélek tér felé                                                                                       |
| --- | --- |
| Óbuda, Szentlélek tér – Tavasz utca – Flórián tér – Vörösvári út – Bécsi út – Gábor Dénes Főiskola vá. | Gábor Dénes Főiskola vá. – Bécsi út – Vörösvári út – Serfőző utca – Árpád fejedelem útja – Óbuda, Szentlélek tér |

## Megállóhelyei
Az átszállási kapcsolatok között az azonos útvonalon közlekedő 18-as busz nincsen feltüntetve.
| 0  | Óbuda, Szentlélek tér végállomás             | 11 | Szentendrei HÉV Budapest–Esztergom (ideiglenes terelés 2008 nyarán és őszén) 34, 37, 42, 106, 137 1, 1A |
| ∫  | Serfőző utca                                 | 10 | 37, 137                                                                                                 |
| 2  | Flórián tér                                  | 9  | 6, 34, 37, 42, 86, 106, 137 1, 1A 800, 801, 805, 810, 820, 830, 832, 840                                |
| 3  | Vihar utca (↓) Szőlő utca (↑)                | 8  | 37, 137                                                                                                 |
| 4  | Óbudai rendelőintézet                        | 7  | 37, 60, 137, Békás 1, 1A 820, 830, 832, 840                                                             |
| 5  | Bécsi út (Vörösvári út) (↓) Vörösvári út (↑) | 6  | 37, 60, 137, Békás 1, 1A, 17 800, 801, 805, 810, 820, 830, 832, 840                                     |
| ∫  | Laborc utca                                  | 5  | 60 |
| 6  | Orbán Balázs út                              | 4  | 60 820, 830, 832, 840                                                                                   |
| 7  | Bojtár utca                                  | 4  | 60, 118 820, 830, 832, 840                                                                              |
| 8  | Kubik utca                                   | 3  | 60, 118                                                                                                 |
| 9  | Óbudai temető                                | 2  | 60, 118, Békás 820, 830, 832, 840                                                                       |
| 10 | ATI                                          | 1  | |
| 11 | Bóbita utca                                  | 1  | 800, 801, 805, 810, 820, 830, 832, 840                                                                  |
| 11 | Gábor Dénes Főiskola végállomás              | 0  | |